# Salar de Pajonales
Salar de Pajonales är en saltslätt i Chile.   Den ligger i regionen Región de Antofagasta, i den norra delen av landet, 900 km norr om huvudstaden Santiago de Chile.